# Misgolas elegans
Misgolas elegans är en spindelart som först beskrevs av William Joseph Rainbow och Robert Henry Pulleine 1918.  Misgolas elegans ingår i släktet Misgolas och familjen Idiopidae.
Artens utbredningsområde är New South Wales. Inga underarter finns listade i Catalogue of Life.